# 153-тя навчально-польова дивізія (Третій Рейх)
153-тя навчально-польова дивізія (Третій Рейх) (нім. 153. Feldausbildungs-Division) — навчально-польова піхотна дивізія Вермахту за часів Другої світової війни. У серпні 1944 розгромлена на території Румунії під час Другої Яссько-Кишинівської операції.

## Історія
153-тя навчально-польова дивізія утворена 10 грудня 1942 на території окупованого Криму шляхом перейменування 153-ї резервної дивізії. Особовий склад до з'єднання надходив з Імперської служби праці (RAD).
Протягом 1942-1944 року дивізія виконувала охоронні та навчальні функції на території Криму. У березні 1944 знищена під час радянського наступу. Знов сформована у квітні з залишків дивізії та новостворених частин. Остаточно дивізія розгромлена у серпні 1944 року в Румунії, її рештки відступили до Болгарії, де були розформовані. 
У лютому 1945 року у складі командування військ Вермахту утворена 153-тя гренадерська дивізія.

## Райони бойових дій
- СРСР (Крим) (грудень 1942 — березень 1944);
- Румунія (квітень — серпень 1944).

## Командування

### Командири
- генерал кінноти Дітер фон Бем-Бецінг (нім. Diether von Böhm-Bezing) (10 грудня 1942 — 15 січня 1943);
- генерал-лейтенант Рене де Курбієр (нім. René de l'Homme de Courbière) (15 січня — 8 червня 1943);
- генерал-майор Курт Герок (нім. Kurt Gerok) (8 червня 1943 — 15 червня 1944);
- генерал-лейтенант Фрідріх Баєр (нім. Friedrich Bayer) (15 червня — серпень 1944).

### Склад
| 15 січня 1943                       | Квітень 1944                           |
| ----------------------------------- | -------------------------------------- |
| 23-й навчальний піхотний полк       | 715-й гренадерський навчальний полк    |
| 218-й навчальний піхотний полк      | 716-й гренадерський навчальний полк    |
| 257-й навчальний піхотний полк      | 717-й гренадерський навчальний полк    |
| 3-й навчальний артилерійський полк  | 453-й артилерійський навчальний полк   |
| 3-й навчальний інженерний батальйон | —                                      |
| —                                   | 153-тє дивізійне управління постачання |